# Givatayim Park Tower
La Givatayim Park Tower est un gratte-ciel résidentiel construit à Givatayim dans l'agglomération de Tel Aviv en Israël de 2009 à 2011. 
Il mesure 102 mètres de hauteur sur 31 étages.
En 2023 c'est le 4° plus haut immeuble de Givatayim
L'architecte est l'agence Rothman Architects Ltd.